# Erdős Péter (közgazdász)
Erdős Péter (Budapest, 1910. július 26. – Budapest, 1990. augusztus 3.) közgazdász, az MTA tagja (levelező: 1973, rendes: 1979), állami díjas (1980), egyetemi tanár.

## Életpályája
Budapesten Erdős (Eisler) Miksa posta- és távirda főtiszt és Deutsch Karolina fiaként született. A brnói és bécsi egyetemeken folytatott villamosmérnöki tanulmányokat. A baloldali mozgalmak munkájába még fiatalkorában bekapcsolódott, az 1930-as években többször is letartóztatták, 1942-ben pedig hatévi fegyházbüntetést kapott. 1945 és 1948 között mérnökként dolgozott, majd közgazdász lett. Tanári kinevezést kapott a közgazdasági egyetemen, a közgazdasági elméletek történetét tanította. 1952-ig vezette a régi Közgazdaságtudományi Intézetet, egészen annak felszámolásáig, mikor a tanári és tudományos munkától eltiltották. Rehabilitálására sor került, midőn Nagy Imre a mai Közgazdaságtudományi Intézetet megalapította. 1954-től egészen 1984-es nyugalmazásáig volt osztályvezető. Megújította a közgazdasági gondolkodást és egyúttal a gazdasági reformfolyamatot is megalapozta. Az Acta Oeconomicának és a Közgazdasági Szemlének szerkesztői bizottsági tagja volt. A Farkasréti temetőben helyezték örök nyugalomra.

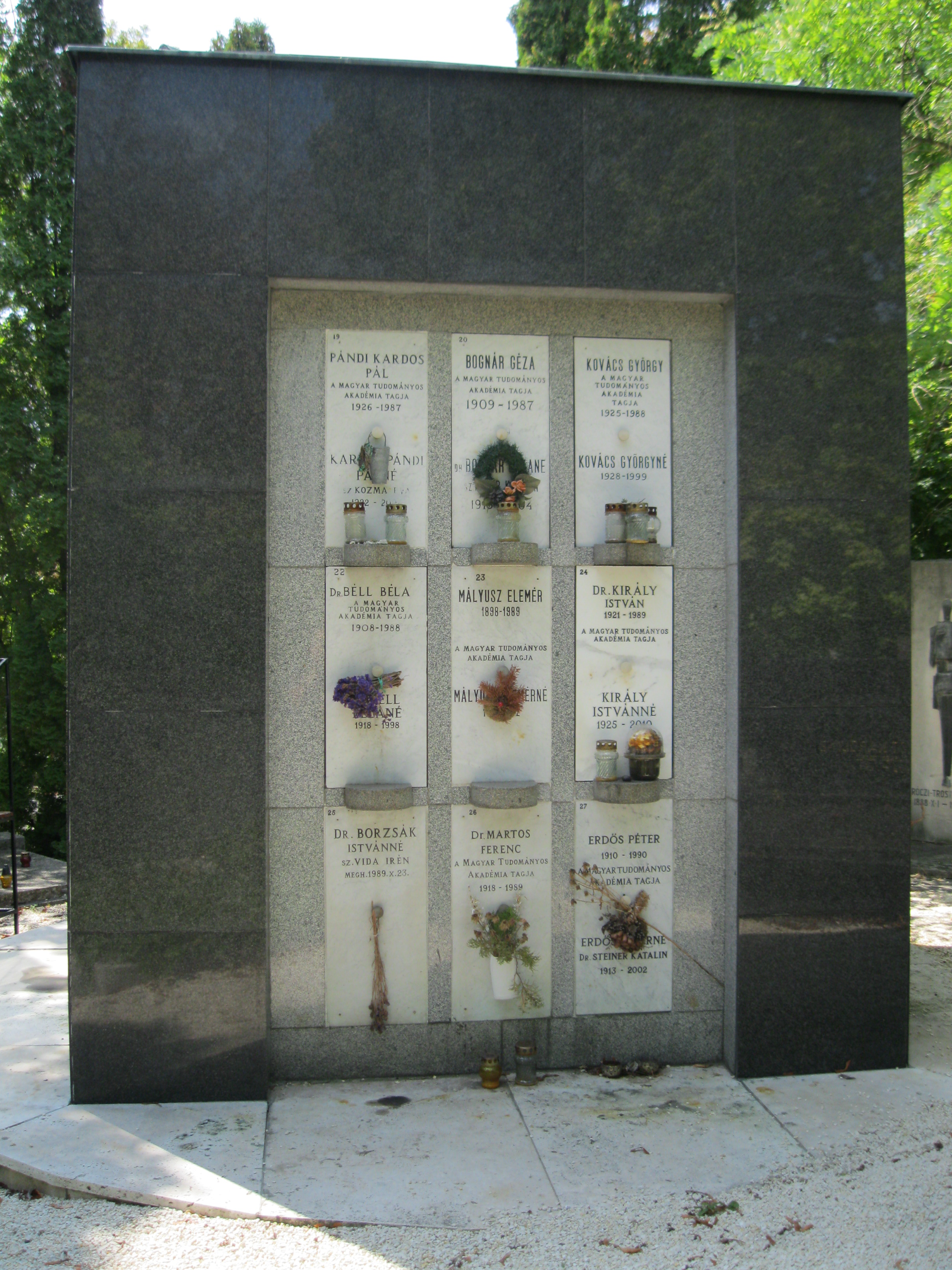
A Farkasréti temető Urnaháza. Itt található Erdős Péter urnafülkéje is

## Fontosabb munkái
- Közgazdasági elméletek története (egy. jegyzet, 1950, 1951);
- Adalékok a mai tőkés pénz, a konjunktúra-ingadozások és gazdasági válságok elméletéhez (Bp., 1966, javított és bővített kiadás: 1974, angolul 1971);
- Bér, proft, adóztatás. Tanulságok a kapitalizmus politikai gazdaságtanának vitatott kérdéseiről (Bp., 1976, angolul 1982);
- Prices and profits in the US economy of the Seventies (Molnár Ferenccel, Bp., 1979);
- Wages, profit, taxation. Studies on controversial issues of the political economy of capitalism (Bp., 1982);
- Infláció és válságok a hetvenes évek amerikai gazdaságában (Bp., 1982, angolul, 1990).

## Díja
- A Magyar Népköztársaság Állami Díja (1980) – A mai kapitalizmus elméleti közgazdasági kérdéseinek kutatásában elért eredményeiért.